# Dream World
«Dream World» (Mundo de ensueño) es una canción del grupo sueco ABBA que se grabó en septiembre de 1978 durante las sesiones del álbum Voulez-Vous. Benny y Björn decidieron, sin embargo, que "Dream World" no era adecuado para su lanzamiento y acordaron desechar la grabación.

## La canción
Fue escrita por Björn y Benny, y grabada el 27 de septiembre de 1978, llamada primeramente "Dream Land"; como parte de las canciones que se grabarían para el álbum Voulez-Vous pero nunca fue incluida. La canción habla sobre como un hombre vive en un mundo irreal y nunca le hace caso a su pareja. Actualmente está disponible en la caja recopilatoria The Complete Studio Recordings, en el CD 9 como la pista n.º 6.
Una parte del coro de la canción fue reutilizada con otra letra en la canción Does Your Mother Know?. "Dream World" venía incluido en "Thank you for the Music", por eso sorprendió que llegara al número 17 en Suecia, siendo una caja recopilatoria algo costosa. En Australia llegaría sólo al nº76.

En 1996, Dream World saldría otra vez como acompañante de Put On Your White Sombrero en un promocional.
- Datos: Q11681186